# Копениця
Копениця (пол. Kopienica, нім. Koppinitz) — село в Польщі, у гміні Зброславиці Тарноґурського повіту Сілезького воєводства.
Населення — 657 осіб (2011).
У 1975-1998 роках село належало до Катовицького воєводства.

## Демографія
Демографічна структура станом на 31 березня 2011 року:
|          | Загалом | Допрацездатний вік | Працездатний вік | Постпрацездатний вік |
| -------- | ------- | ------------------ | ---------------- | -------------------- |
| Чоловіки | 323     | 54                 | 230              | 39                   |
| Жінки    | 334     | 58                 | 218              | 58                   |
| Разом    | 657     | 112                | 448              | 97                   |